# Cabeza de Perro
Ángel García, apodado Cabeza de Perro (Igueste de San Andrés, Tenerife, Canarias, 1800 - Santa Cruz de Tenerife, ¿?), fue un pirata canario que presentaba acusados rasgos físicos, de ahí su apodo y que murió ejecutado en Santa Cruz de Tenerife.

## Biografía
Ángel García nació en Igueste de San Andrés en 1800, en una pequeña casa blanca al lado del mar. Posiblemente desde su juventud se dedicaba a la piratería.
Realizaba sus actividades piráticas en las costas africanas y principalmente en el Caribe. En el barrio de San Lázaro, en La Habana (Cuba), poseía un palacio cuyo aspecto exterior era el de una dulcería; por dentro, estaba repleto de espejos y lámparas con incrustaciones de oro; las habitaciones se comunicaban con puertas secretas que daban a los sótanos de la muerte donde su fiel servidor, Plácido el Mulato, esperaba a sus víctimas; los cuartos estaban llenos de arcas con los frutos de las rapiñas (dinero, alhajas, relojes, etc.). 
El episodio más conocido del pirata fue el asalto que, desde su barco insignia "El Invencible", efectuó al bergantín "El Audaz" en su recorrido desde La Habana a Nueva York. En la refriega acuchilló a los tripulantes y pasajeros, excepto a una mujer y a su hijo (o hija, según otras fuentes), quienes se habían escondido; no obstante, cuando ambos fueron descubiertos los arrojó al mar, al tiempo que hundía el barco y emprendía la retirada. Sin embargo, fueron rescatados por el velero italiano Centauro. La mujer le relató al capitán el suceso ocurrido y éste le mostró un retrato de Cabeza de Perro, reconociéndolo la señora como el autor de aquella matanza. 
En los días siguientes, el pirata Cabeza de Perro no podía dejar de pensar en esa terrible escena y decidió abandonar su actividad pirata y regresar a su tierra natal para dedicarse a la agricultura. Durante todo el camino desde el Caribe hasta las Islas Canarias el pirata no salió de su camarote. Al llegar a la costa de Tenerife, se apresuró a subir a cubierta para ver el Teide y su pueblo natal.
Pero tras desembarcar en la isla, fue apresado en el Castillo de Paso Alto de Santa Cruz de Tenerife, en donde murió ejecutado. Se dice que instantes antes de la ejecución pidió un habano, donó la maqueta de un bergantín a la Virgen del Carmen y para demostrar su personalidad arrogante hasta el final, se atavió un pañuelo rojo en la cabeza y lanzó una mirada y una sonrisa irónica mientras recibía los disparos que acabaron con su vida.

## Historicidad
Probablemente este pirata sea solo un personaje literario y del folclore popular basado en la figura del histórico corsario Amaro Pargo. 
De Cabeza de Perro no existen referencias reales ni de sus actividades ni de su fusilamiento en Tenerife. Sí que existió un delincuente en los años 20 del siglo pasado que tomaba ese apodo.
La primera referencia que menciona al pirata Cabeza de Perro es una novela llamada "Sor Milagros o secretos de Cuba: novela histórica contemporánea ilustrada", escrita por Aurelio Pérez Zamora en 1895 y publicada en 1897. La novela sin embargo, no especifica llamadas a notas, ya que las fuentes no tienen contraste con documentos fidedignos, al no existir ninguno, ni tan siquiera noticias o reseñas al pirata en la prensa de la época.  
Hay ciertos detalles de la historia de Cabeza de Perro que lo asemejan sospechosamente a la vida de Amaro Pargo. Por ejemplo, según el escritor Aurelio Pérez, Cabeza de Perro estuvo vinculado a una religiosa cubana llamada Sor Milagros. Precisamente, Amaro Pargo tuvo una relación sentimental con una cubana llamada Josefa María del Valdespino y Vitrián así como estuvo vinculado en amistad con una monja tinerfeña, Sor María de Jesús de León y Delgado.
Por otro lado, según la leyenda popular Cabeza de Perro tenía un criado o esclavo llamado Plácido el Mulato. Amaro Pargo tenía un esclavo de raza negra que posteriormente liberó llamado Cristóbal Lynch (o Linche). Del mismo modo que sucede con Amaro Pargo, existe la creencia popular de que el pirata Cabeza de Perro también poseía un tesoro oculto, en este caso escondido en una cueva situada en una playa cercana a su pueblo natal. También es de destacar que el navío atacado por Cabeza de Perro "El Audaz", lleva el mismo nombre que uno de los tantos barcos de Amaro Pargo.
A pesar de esto en la ermita de San Telmo en Santa Cruz de Tenerife se guarda el barco tallado que la tradición atribuye al exvoto entregado por el pirata a la Virgen del Carmen el día de su ejecución.